# Policarp d'Esmirna
Policarp d'Esmirna (grec antic: Πολύκαρπος; llatí: Polycarpus) (Àsia Menor, ca. 80 - Esmirna, ca. 166) fou un escriptor grec cristià del segle ii. És venerat com a sant a tota la cristiandat.

## Biografia
Com que es diu que hauria mort amb 86 anys i la data de la mort s'ha calculat el 166 (però de fet l'any exacte no es coneix), hauria nascut vers l'any 80. El bisbe d'Esmirna Bucolus el va ordenar diaca i va predicar entre pagans, jueus i heretges; després fou ordenat prevere pel mateix Bucolus i a la mort d'aquest, fou ordenat bisbe al seu lloc. Se suposa que era bisbe d'Esmirna quan Ignasi d'Antioquia va passar per la ciutat de camí cap a Roma, en una data entre el 107 i el 116.
Policarp va visitar Roma durant el pontificat d'Anicet I (vers 155 a 166), probablement a l'inici, davant del qual va defensar l'ús del quartdecimà a la datació de la Pasqua, sense arribar a cap acord. Va refutar als gnòstics i va lluitar contra els marcionites i valentinians.
La seva obra principal és la “Carta als cristians de Filipos” (Epistola ad Philippenses), però va escriure altres epístoles.
Va morir màrtir potser durant la persecució sota Marc Aureli i Luci Ver. Policarp va fugir d'Esmirna i es va refugiar al camp; es diu que tres dies abans de ser agafat va tenir un somni sobre la seva mort. Una vegada agafat (fou denunciat sota tortura per un noi, i encara que hagués pogut fugir no ho va voler fer) fou cremat viu.
És considerat sant per l'església llatina i grega i la seva memòria es commemora el 23 de febrer i el 26 de gener respectivament. Un fragment de la seva vida escrit per un escriptor de nom Pioni (Pionius) apareix a l'Acta Sanctorum Januarii.

## Devoció a Barcelona
Pel fet que el 26 de gener de 1641, dia de la seva festivitat, va tenir lloc la victòria a la Batalla de Montjuïc, sant Policarp va ésser tingut com a protector de les tropes catalanes: es va dir que havia aparegut sobre la porta de Santa Madrona de la muralla per encoratjar l'exèrcit català. Per commemorar aquesta suposada protecció, es col·locà una imatge del sant a l'església dels Sants Just i Pastor i una altra a l'església del Pi.
També fou venerat contra el mal d'orelles, i l'oli de les llànties del seu altar era tingut com a remeier.